# Lucky Lady
Lucky Lady (bra: Os Aventureiros do Lucky Lady; prt: Lucky Lady - Uma Mulher dos Diabos) é um filme de comédia dramática estadunidense de 1975 dirigido por Stanley Donen e estrelado por Liza Minnelli, Gene Hackman, Burt Reynolds e Robby Benson.
A história se passa em 1930 durante a Lei Seca nos Estados Unidos, e envolve um trio que opera atividades ilegais de contrabando de álcool. Os protagonistas são Claire (interpretada por Liza Minnelli), Kibby (interpretado por Gene Hackman) e Walker (interpretado por Burt Reynolds).
O filme enfrentou vários desafios durante sua produção, incluindo um orçamento crescente devido a dificuldades no set, particularmente devido às cenas filmadas na água. O processo de escolha do elenco também foi complicado, com mudanças de elenco ocorrendo ao longo do tempo. O diretor Stanley Donen estava preocupado com o tom e a narrativa do filme, tendo testado diferentes finais até chegar a um final que todos concordassem.
Apesar dos esforços, Lucky Lady não foi bem recebido pela crítica. Foi considerado excessivamente inconsequente e insatisfatório, mesmo com o talento envolvido no projeto.
Comercialmente, obteve uma estreia relativamente forte nas bilheteiras, e faturou cerca do dobro de seu orçamento.
O filme só foi lançado em DVD em 2011, após muitos anos sem estar disponível neste ou qualquer outro formato.

## Enredo
Em 1930, durante a era da Lei Seca, dois aventureiros se arriscam a bordo do navio Lucky Lady para contrabandear bebidas alcoólicas, com a ajuda da dançarina Claire. As coisas ficam complicadas quando os dois homens se apaixonam por ela.

## Elenco
- Liza Minnelli como Claire
- Gene Hackman como Kibby
- Burt Reynolds como Walker
- Robby Benson como Billy
- John Hillerman como McTeague
- Geoffrey Lewis como Capitão da Guarda Costeira Moseley
- Michael Hordern como Capitão  Rockwell
- Anthony Holland como Sr. Tully
- John McLiam como Rass Huggins
- Val Avery como Dolph
- Louis Guss como Bernie
- William Bassett como Charley

## Produção

### Desenvolvimento
Na época, Katz e Huyck eram mais conhecidos por escrever American Graffiti. Antes do lançamento desse filme, eles eram roteiristas lutando para encontrar um projeto original. Enquanto Huyck estava nas reservas do exército, Katz estava na biblioteca da UCLA "procurando qualquer coisa que pudesse gerar uma ideia." Ela encontrou um artigo na revista American Mercury sobre contrabandistas que atuavam em Ensenada durante a Lei Seca e, sentindo que isso nunca tinha sido usado em um filme antes, começou a pesquisar o período. Quando Huyck saiu do exército, eles apresentaram a ideia a Mike Gruskoff, um produtor, que gostou das semelhanças com Butch Cassidy and the Sundance Kid e concordou em financiar a escrita por US$ 75 mil.
Eles trabalharam no roteiro por seis meses. "Levamos muito tempo para desenvolver nossos personagens", disse Katz. "Tentamos de várias maneiras diferentes. E fizemos muita pesquisa sobre o período e a linguagem."
Quando entregaram o roteiro, Gruskoff vendeu o filme para a 20th Century Fox por US$ 450 mil em dezoito horas, o que na época era um valor recorde para um roteiro original. Eles foram ajudados pelo fato de que American Graffiti havia sido lançado e sido um enorme sucesso desde então.
"Mike Gruskoff foi incrível, simplesmente incrível na venda de um roteiro", disse Katz. "Ele imediatamente o levou aos chefes dos estúdios e o vendeu muito, muito rápido."
O produtor pagou aos escritores US$ 100 mil dos US$ 450 mil.

### Diretor
Os roteiristas queriam que Steven Spielberg dirigisse e ele estava interessado, mas havia assumido o compromisso de dirigir Tubarão. Eventualmente, Stanley Donen assinou para dirigir. O cachê de Donen foi de US$ 600 mil e o de Grusskoff foi de US$ 400 mil.
Katz disse: "nossa reação foi: Stanley Donen parece tão bizarro para esse tipo de filme! Depois percebemos que ele é o diretor ideal porque é realmente um diretor romântico e pode fazer esse tipo de desenvolvimento de personagens e o tipo de humor que o filme tem."
Algumas mudanças no roteiro foram feitas. "Stanley queria enfatizar muito os relacionamentos, o ménage à trois," disse Huyck. "O que estava tudo bem para nós. O roteiro estava provavelmente sobrecarregado de ação, já que queríamos vendê-lo. Na verdade, ação é chata de escrever. Nos divertimos muito mais com diálogos."
"A grande ênfase de Stanley para nós é que você precisa amar os personagens", disse Katz. "E em qualquer lugar onde ele sente que os personagens estão se perdendo, ele quer que coloquemos algo para desenvolver os personagens ainda mais."

### Elenco
Os roteiristas disseram que a inspiração para os personagens principais foram Jean Harlow, Clark Gable e Spencer Tracy.
Demorou 18 meses para Donen fazer o elenco do filme. Donen diz que isso se deveu a problemas de faturamento, pagamento e ao fato de o papel feminino ser central, o que tornou difícil encontrar astros masculinos para atuarem ao lado dela.
"Pensamos que a ideia de três astros era uma noção ótima porque faria de Lucky Lady um filme muito vendável e com grande potencial de elenco", disse Katz. "Ironicamente, isso o tornou vendável, mas o elenco acabou sendo um problema muito grande porque uma das três estrelas era uma mulher. Muitos atores masculinos não queriam estar em um conjunto ou em um filme com uma mulher como personagem forte."
As únicas duas estrelas femininas consideradas "rentáveis" na época eram Barbra Streisand e Liza Minnelli. Minnelli foi a primeira estrela escalada, por um mínimo de US$ 350 mil. Donen originalmente queria Paul Newman, que também queria que Spielberg dirigisse, e Warren Beatty para os papéis principais masculinos, com a produção agendada para começar em outubro de 1974. No entanto, as estrelas não puderam ser garantidas.
Mais tarde, em novembro de 1974, Burt Reynolds foi contratado junto com George Segal. Huyck disse que Reynolds "realmente não gostava de fazer papéis machistas, ele não queria interpretar o papel de cara durão, ele queria a parte engraçada." O cachê de Reynolds foi relatadamente de US$ 500 mil e o de Segal foi de US$ 750 mil.
Reynolds disse que era "muito importante" que o filme fosse um sucesso "já que meus últimos três filmes foram um fracasso."
Segal depois saiu do projeto e foi rapidamente substituído por Hackman.
Gene Hackman inicialmente não queria fazer o filme, mas a 20th Century Fox continuou oferecendo a ele cada vez mais dinheiro. Finalmente, a Fox lhe ofereceu US$ 1,25 milhão e, de acordo com a agente de talentos Sue Mengers, "era quase obsceno para ele não fazer o filme." "Eu fui seduzido", disse Hackman.

### Filmagem
As filmagens começaram em Guaymas, México, em fevereiro de 1975 e terminaram em julho do mesmo ano. Foi uma filmagem extremamente difícil, agravada pelo isolamento do local, más condições climáticas e pelo fato de grande parte dela ter sido realizada na água.
"Eu me lembro da água," disse Minnelli mais tarde. "Por dias. E camarões. Foi tudo o que comemos – camarões. Ficamos presos. Não havia TV, rádio, nem jornais americanos. A única maneira que sabíamos do que estava acontecendo fora do local era pelo telefone."
O filme extrapolou o orçamento, chegando a quase US$ 13 milhões. Outras estimativas o colocam em até US$ 22 milhões.
A artista Lilly Fenichel atuou como diretora de arte do filme.
"Eu nunca mais vou fazer outro filme na água," disse Donen mais tarde. "Eu não consigo te dizer o quão doloroso é."
"Estou ficando louco," disse Hackman durante as filmagens. "O trabalho não está sendo satisfatório."
Reynolds mais tarde recordou:
Eu amava Liza Minnelli e Gene Hackman, e eu amava o tipo de personagem que interpretei, como Jack Lemmon, mas houve momentos em que senti que Stanley Donen estava apavorado e perdido. Com medo dos barcos, com medo das explosões, dos tiros. Eu olhava para ele entre as tomadas e ele estava assim [encolhido com as mãos sobre a cabeça]. Mas a cena do quarto com nós três foi tão bem feita. Lembro-me de ir para as filmagens e dizer: "Isso vai ser um sucesso – realmente funciona". Foi um filme lindamente produzido, mas os últimos quarenta minutos, a batalha, não era o tipo de filme dele. Ninguém sabia o que estava acontecendo e você não se importava com os personagens.

### Novo final
No roteiro original, os dois protagonistas masculinos eram mortos por agentes do governo e a cena final ocorria dez anos depois, com o personagem de Liza Minnelli casado com um empresário entediante, relembrando os homens que ela havia amado. Os roteiristas disseram que, quando venderam o roteiro, "O estúdio adorou o roteiro e, naquele momento, ninguém se opôs ao final."
"Uma das primeiras imagens em nossas mentes quando começamos a trabalhar no roteiro era o final," disse Katz. "A ideia dessa mulher lembrando os dois homens que ela amou. Trabalhamos de trás para frente a partir disso. Para nós, o romance da história estava na ideia de separação e perda."
Como o filme estava programado para ser lançado no Natal, Donen tinha apenas três meses para editar o filme. Durante esse período, Donen ficou preocupado com o final, sentindo que o filme havia se tornado muito mais leve do que o originalmente planejado, e experimentou vários finais diferentes, incluindo simplesmente cortar os últimos dez minutos. Ele eventualmente decidiu que o filme precisava de um final feliz, e a Fox concordou em financiar uma cena refeita. Como Minnelli estava filmando A Matter of Time em Roma, Donen, Hackman e Reynolds voaram para Roma em novembro e filmaram um novo final. O final consistia nos três personagens na cama juntos dez anos depois.
Huyck e Katz escreveram o novo final, embora relutantemente. "Para nós, o final original fazia um comentário sobre as escolhas que uma mulher tem que fazer. Mas em vez de torná-lo a história dessa mulher, Stanley o tornou a história de três pessoas. Isso é válido. É apenas diferente do que tínhamos originalmente em mente."
Garth Wigan, um executivo da Fox na época, mais tarde lembrou, "Nós exibimos o filme nove vezes. A versão de duas horas e meia foi maravilhosa. Burt Reynolds e Liza Minelli morriam no final e tudo estava preparado para que eles morressem. Mas as pesquisas de mercado nos disseram que eles não deveriam morrer, então começamos a cortar um pouco aqui, um pouco ali. Retiramos a seriedade. A única pré-visualização bem-sucedida que tivemos foi quando o filme quebrou e Stanley Donen, o diretor, dançou para a plateia enquanto ele estava sendo colado."
Decidiu-se que o novo final não era adequado, em parte devido à maquiagem malfeita. Assim, um terceiro final foi usado, que cortou os últimos dez minutos do filme.
Minnelli posteriormente criticou Donen por "tirar a parte que fazia você sentir que nós três estávamos em perigo. Eu vi o filme finalizado e nunca tive medo por nós. A maioria dos momentos sérios também foi removida."
Reynolds e Minnelli criticaram o novo final, pedindo que o estúdio mostrasse os três finais diferentes para a imprensa. Donen recusou e, como tinha o corte final, o estúdio o apoiou. Donen chamou Minnelli de "criança emocional" por essa crítica.

## Lançamento
O filme foi lançado no dia de Natal de 1975.

## Recepção
Roger Ebert deu ao filme 2 estrelas de 4 e o chamou de "um grande, caro e bem-feito fracasso de filme; raramente tanto esforço é empregado em um filme tão inconsequente." Vincent Canby do The New York Times chamou o filme de "ridículo sem a compensação de ser engraçado ou divertido. Isso é difícil de entender, considerando as pessoas envolvidas." Pauline Kael do The New Yorker escreveu, "Este filme de mercenários é tão grosseiramente concebido que anula qualquer emoção, qualquer arte." Arthur D. Murphy da Variety chamou o filme de "hokum estridente e forçado. O filme de Stanley Donen vai de uma sequência para outra sem sentido com abandono inútil... Isso é uma grande decepção." Gene Siskel do Chicago Tribune deu ao filme 2 estrelas de 4 e afirmou: "Há uma arrogância neste projeto que eu não gosto. Aparentemente, os cineastas acreditavam que o público ficaria suficientemente impressionado com as peripécias de Gene, Liza e Burt para não se importar se a história fizesse sentido." Charles Champlin do Los Angeles Times declarou: "Ao piscar os olhos na mente, você quase consegue perceber o que fez com que 'Lucky Lady' parecesse valer a pena fazer. O filme que realmente vemos é um desastre cínico, vulgar, forçado, mal encaixado, violento, irregular e desinteressante." Gary Arnold do The Washington Post escreveu: "Se você estava esperando um entretenimento com um pouco de classe... 'Lucky Lady'... é provável que seja uma decepção retumbante. Apesar de todas as reputações de alto nível envolvidas, a classe é a última palavra que viria à mente enquanto se assistia ao filme."

### Bilheteria
O filme arrecadou US$ 2.265.103 em seu fim de semana de estreia (de quinta-feira a domingo) em 213 cidades. Ele continuou a ganhar aluguel de exibição de US$ 12,1 milhões nos Estados Unidos e no Canadá.

## Mídia física
O filme não foi lançado em DVD até 1º de fevereiro de 2011, através da Shout! Factory.

## Trilha sonora
Entre as canções presentes, há faixas escritas pela dupla John Kander e Fred Ebb, colaboradores de longa data nos álbuns de Minnelli.
Em relação aos críticos especializados em música, Flávio Marinho, da revista Manchete, considerou que o álbum apresenta o charme nostálgico dos anos de 1930. Ele foi elogioso com as performances de Liza Minnelli ("dolente e à vontade"), Bessie Smith ("[apresenta] sensacionais gravações originais") e Burt Reynolds ("simpática interpretação").

### Lista de faixas
- Créditos adaptados do LP Lucky Lady, de 1976.[39]

| N.º | Título                                                                 | Compositor(es)                                                            | Artista           | Duração |  |
| 1.  | "Too Much Mustard"                                                     | Cecil Masklin                                                             |                   | 2:31    |  |
| 2.  | "While The Getting Is Good"                                            | John Kander / Fred Ebb                                                    | Liza Minnelli     | 3:16    |  |
| 3.  | "Christy McTeague"                                                     | Ralph Burns                                                               |                   | 2:29    |  |
| 4.  | "Young Woman Blues"                                                    | Bessie Smith                                                              | Bessie Smith      | 2:41    |  |
| 5.  | "The Guymas Connection & Dizzy Fingers"                                | Ralph Burns, Zez Confrey                                                  |                   | 4:30    |  |
| 6.  | "Lucky Lady Montage"                                                   | John Kander / Fred Ebb                                                    | Liza Minnelli     | 2:58    |  |
| 7.  | "Medley: If I Had A Talking Picture Of You / All I Do Is Dream Of You" | B. G. De Sylva, Lew Brown, Ray Henderson / Arthur Freed, Nacio Herb Brown | Vangie Carmichael | 2:10    |  |
| 8.  | "Ain't Misbehavin'"                                                    | Andy Razaf, Fats Waller                                                   | Burt Reynolds     | 1:13    |  |
| 9.  | "Hot Time In The Ole Town Tonight"                                     | Joe Hayden, Theo A. Metz                                                  | Bessie Smith      | 3:19    |  |
| 10. | "Portabello Waltzs"                                                    | Ralph Burns                                                               |                   | 2:27    |  |
| 11. | "Saints Go Marching In"                                                | Ralph Burns                                                               |                   | 5:33    |  |
| 12. | "Lucky Lady"                                                           | John Kander / Fred Ebb                                                    | Liza Minnelli     | 2:01    |  |